# La Paz, Minatitlán
La Paz är en ort i Mexiko.   Den ligger i kommunen Minatitlán och delstaten Veracruz, i den sydöstra delen av landet, 600 km öster om huvudstaden Mexico City. La Paz ligger 28 meter över havet och antalet invånare är 140.
Terrängen runt La Paz är platt norrut, men söderut är den kuperad. Runt La Paz är det ganska glesbefolkat, med 29 invånare per kvadratkilometer. Närmaste större samhälle är Alto Uxpanapa, 14,0 km öster om La Paz. Omgivningarna runt La Paz är en mosaik av jordbruksmark och naturlig växtlighet.